# El vaixell de l'amor
El vaixell de l'amor (títol original en francès, La Petite Vadrouille) és una pel·lícula francesa dirigida per Bruno Podalydès, estrenada l'any 2024. La pel·lícula és una comèdia burlesca poètica i poc convencional, on Daniel Auteuil interpreta un paper còmic. S'ha doblat i subtitulat al català.

## Sinopsi
La Justine, el seu marit i la seva colla d’amics ideen una solució per als seus problemes econòmics: organitzar un fals creuer romàntic per a un inversor que busca seduir una dona.